# 澀谷暴動事件
澀谷暴動事件指的是1971年11月14日發生在日本東京澀谷的暴動事件。
1971年11月10日，為抗議沖繩返還協定的簽訂，日本左翼人士在東京的澀谷、四谷等地發動總罷工，史稱11・10總罷工或沖繩總罷工。革命的共產主義者同盟全國委員會（俗稱中核派）學生約400人，向在澀谷執行警備任務的警視廳機動隊以及澀谷驛前的派出所投擲燃燒瓶。他們用鐵管毆打了新潟中央小隊（新潟中央警察署）的中村恒雄巡查，此後大坂正明用燃燒瓶砸向他。翌日下午9時25分，中村死亡，其他三人重傷。
警方將大坂和星野文昭、荒川碩哉、奥深山幸男等示威隊伍認定為犯人，於1975年8月拘捕到案。1987年，星野判處無期徒刑、荒川有期徒刑13年，大坂則於2017年5月23日遭大阪府警方拘捕到案。